# Bray-lès-Mareuil
Bray-lès-Mareuil är en kommun i departementet Somme i regionen Hauts-de-France i norra Frankrike. Kommunen ligger i kantonen Abbeville-Sud som tillhör arrondissementet Abbeville. År 2022 hade Bray-lès-Mareuil 250 invånare.

## Befolkningsutveckling
Antalet invånare i kommunen Bray-lès-Mareuil
| Referens: INSEE |